# Monkey Island (Frank Siciliano)
Monkey Island è l'album di debutto del rapper Frank Siciliano interamente prodotto dal beatmaker DJ Shocca, pubblicato nel 2000. L'album parla di diversi temi riguardanti il mondo dell'hip hop e non. L'album contiene anche il remix della traccia Tra le dita contenuto in Z000 di DJ Zeta.

## Tracce
1. Intro – 2:20 (Frank Siciliano, DJ Shocca)
2. Tra Le Dita Rmx – 2:52 (Frank Siciliano, DJ Shocca)
3. Mani Sul Cuore (feat La cuuda) – 3:49 (Frank Siciliano, DJ Shocca, La cuuda)
4. E Se – 3:23 (Frank Siciliano, DJ Shocca)
5. Stesso Loop (feat Mistaman) – 2:47 (Frank Siciliano, DJ Shocca, Mistaman)
6. La Leggenda Di Priapo (feat Ciacca, Herman Medrano, Natalie) – 4:06 (Frank Siciliano, DJ Shocca, Ciacca, Herman Medrano, Natalie)
7. Disco Inferno – 4:23 (Frank Siciliano, DJ Shocca)
8. Psycho Joint (feat Aqua Bonga) – 5:27 (Frank Siciliano, DJ Shocca, Aqua Bonga)